# 白衣のアルバ女公爵
『白衣のアルバ女公爵』（はくいのアルバじょこうしゃく、西: La duquesa de Alba de blanco, 英: The White Duchess）は、スペインのロマン主義の巨匠フランシスコ・デ・ゴヤが1795年以前に制作した肖像画である。油彩。第13代アルバ女公爵マリア・デ・シルバ・イ・アルバレス・デ・トレドを描いている。ゴヤが同時期に描いた女公爵の数多くある肖像画の1つで、通常は同じようなサイズであるが色合いの大きく異なる『黒衣のアルバ女公爵』（La duquesa de Alba de negro）と並べて比較される。後者の作品は2年後、夫ホセ・アルバレス・デ・トレドが39歳で死去した直後に描かれた。公爵夫妻は1790年代のスペイン宮廷にあって高い地位と教養があり、高く評価されていた。
本作品の発注について初めて言及されたのは、友人の画家マルティン・サパテルに宛てた1794年8月2日付の手紙であり、その中でゴヤがアルバ女公爵の等身大の肖像画を描くよう依頼されたと述べられている。現在はマドリードにあるリリア宮殿のアルバ公爵家のコレクションに所蔵されている。

## 作品

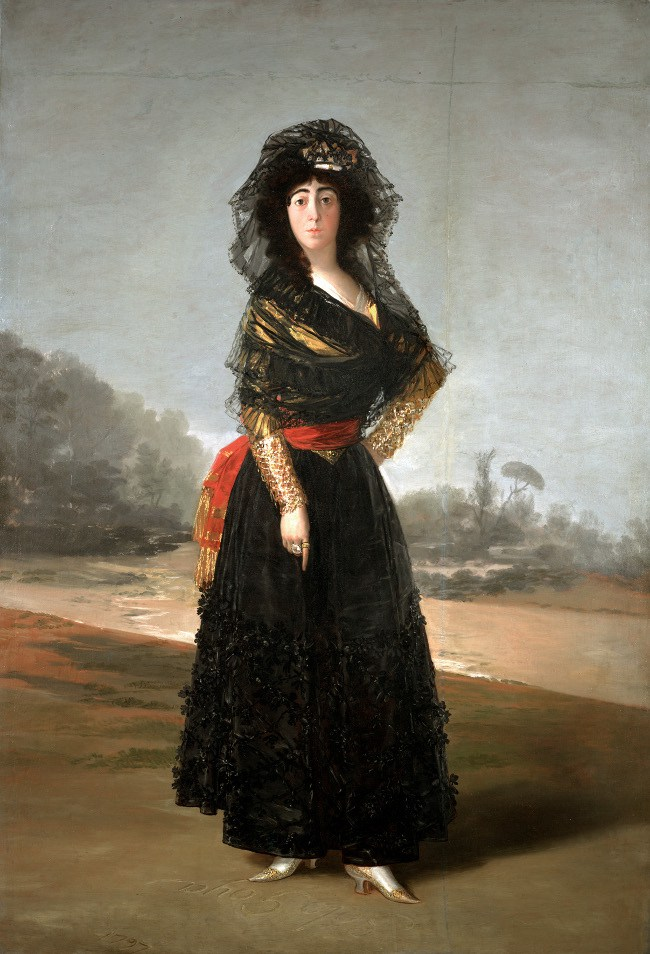
ゴヤの『黒衣のアルバ女公爵』。1797年。ここでデ・シルバは襟ぐりの深いマハのドレスを着ている。彼女は自身を「民衆の女性」として描くことを期待し、この描写に同意したのかもしれない。ゴヤは肖像画を手放すことに消極的であり、完成後、少なくとも15年の間画家の手元にあった。アメリカ・ヒスパニック協会所蔵。

肖像画が描かれたとき、マリア・カエタナ・デ・シルバは当時33歳で（当時としては中年にあたる）、長い病気から回復したばかりであった。デ・シルバは素晴らしい美しさと、機知、教養に富んだ魅力的な女性として愛情を持って描かれている。鋭い視線で鑑賞者を真っ直ぐ見つめながら、凛とした姿勢で立っている。女公爵は足元まで包んだたっぷりした丈の、フランス風の流れるような白いドレスを着ており、1797年の『黒衣のアルバ女公爵』のマハ様式よりもはるかにエレガントである。ドレスは白いモスリン生地で作られており、縁には金の刺繍が施されている。女公爵は白い真珠のイヤリング、赤色の幅広の帯とトリミングされたリボン、赤い珊瑚のネックレス、そして胸と巻髪に赤色のリボンを付けている。愛玩用の小型犬ボロニーズが彼女の足元に立っている。 この犬もまた後ろ足の片方に赤いリボンを付けている。女公爵は左腕の手首と肘の上に金製の宝飾品を身に着けている。彼女は右手の人差し指で画面左下の地面の碑文を指さしており、そこにはゴヤの署名と1795年の日付が「A la Duquesa de Alba Fr. de Goya 1795」と記されている。
肖像画は白、赤、青、茶色の顔料で構成されているが、美術評論家ロバート・ヒューズによれば、ほとんどの色彩は「赤と白の2つのテーマを中心に構築されている」が、もう1つの主要な色彩は女公爵の黒い巻き毛で表される黒である。
女公爵のドレスのほとんど新古典主義的なスタイルは、おそらくモノクロの複製画から作品を知っていたと思われる、トマス・ゲインズバラ、ウィリアム・ホガース、ジョージ・ロムニー、ジョシュア・レノルズのイギリスの印刷物の影響を受けた可能性がある。
肖像画は多くの点で正装である。女公爵を屋外で提示するという選択は、彼女の所有地を示すことで彼女の富を示すことを可能としている。女公爵は非常に尊敬されており、強引な性格で知られていたため、ゴヤの最終的な描写に強い影響を与えたと考えられている。
美術史家たちは、現存する証拠はないものの画家とモデルの間に恋愛関係が存在したのではないかと考えている。これについて懐疑論者は、デ・シルバは美しく、裕福で、独立していたことで有名だったため、成功してはいるがかなり年をとっており、体調も悪かったゴヤに、彼女は興味を持たなかったであろうと主張している。デ・シルバの2枚の全身肖像画はゴヤにとって重要な作品であったことが知られている。ゴヤは『黒衣の女公爵』を少なくとも15年もの間所有し続けた。ロバート・ヒューズは、「白い公爵夫人」を「準公的開示」に適した肖像画であると説明している。美術史家ジャニス・A・トムリンソンは1994年に「たとえ彼女がどれほど寛大な後援者だったとしても、自身の誇りと尊大さをこれほど情け容赦なく強調した肖像画を受け入れた可能性は低いだろう」と書いている。

## 来歴
制作以来、アルバ公爵家のコレクションに所蔵されている。とはいえ、アルバ女公爵には子供がなく、彼女の死後に肖像画が又従兄弟の第14代アルバ公爵カルロス・ミゲル・フィツ＝ハメス・ストゥアルト・イ・シルバの手に渡った経緯はよく分かっていない。第14代アルバ公爵に彼女の遺産が引き渡されたとき、32点の絵画リストの中に本作品の名前は記載されていなかった。そのため、ベリック公爵とアルバ公爵のコレクションの目録を作成した画家アンヘル・マリア・デ・バルシアは、肖像画が購入されたものではないかと疑った。本作品に関する最初の言及はベリック公爵のギャラリーに存在する絵画に関するメモで、おそらく1825年頃のものと考えられている。

## ギャラリー
関連画像

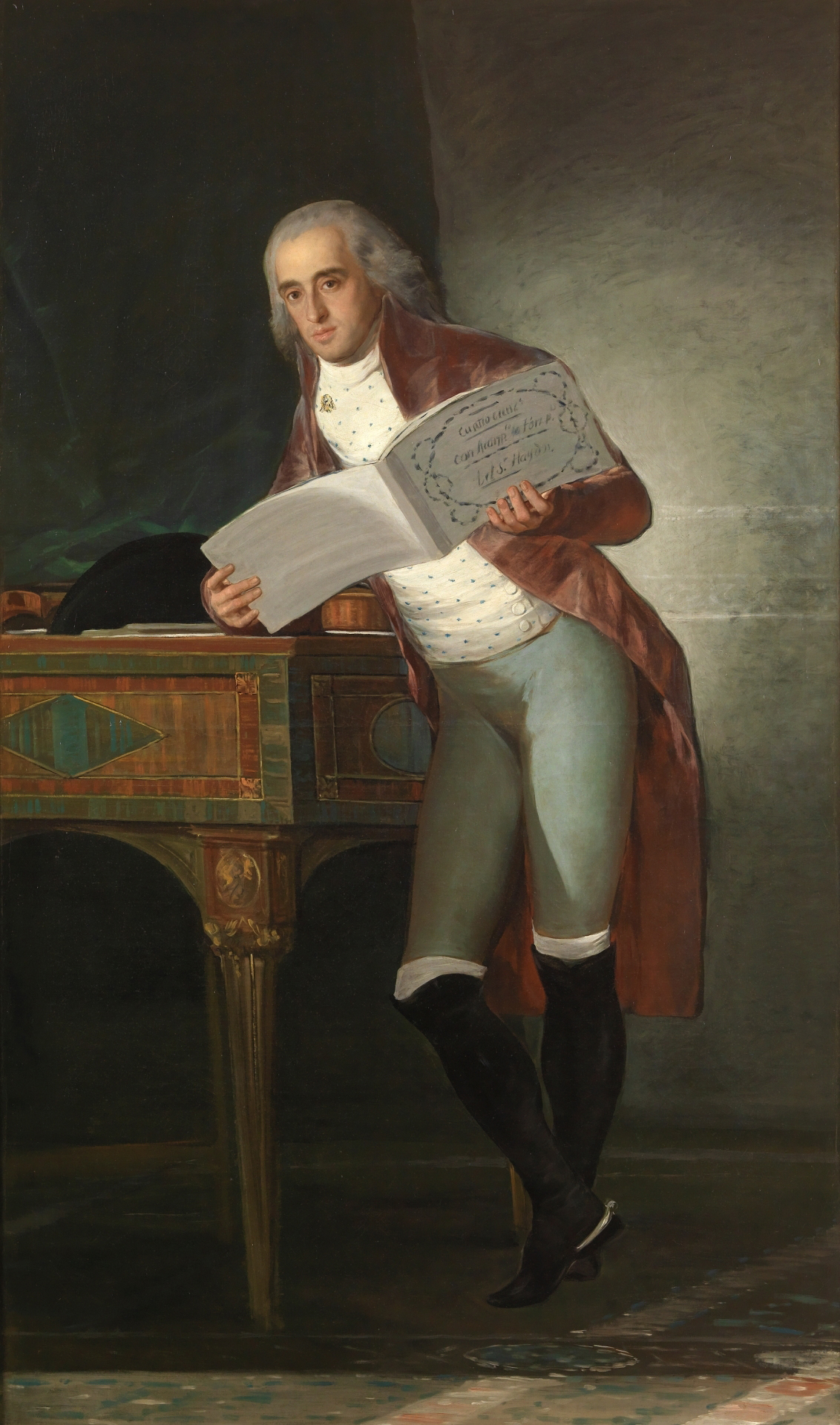
フランシスコ・デ・ゴヤ『アルバ公爵ホセ・アルバレス・デ・トレドの肖像』1795年頃 プラド美術館所蔵
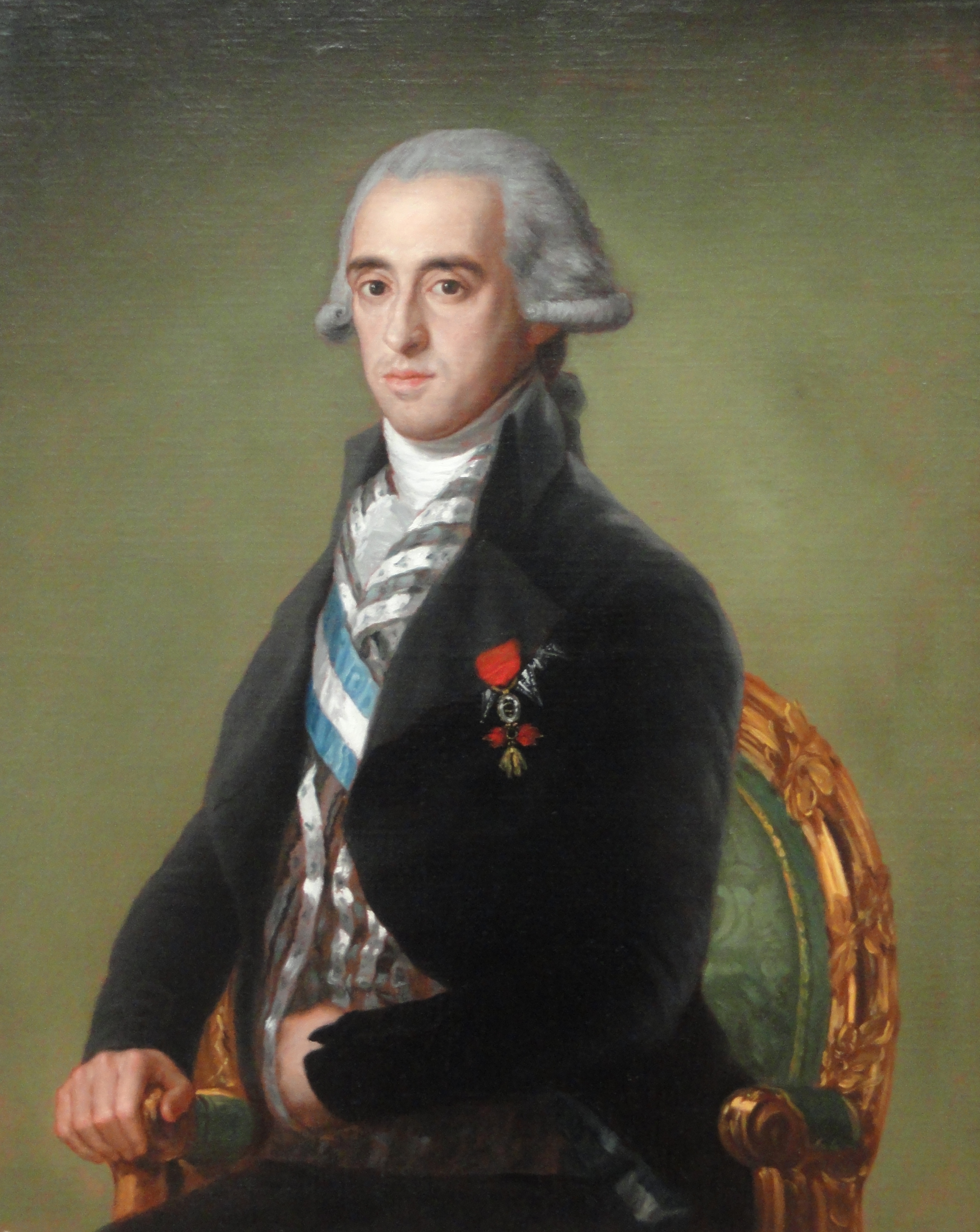
『アルバ公爵ホセ・アルバレス・デ・トレドの肖像』1795年頃 シカゴ美術館所蔵
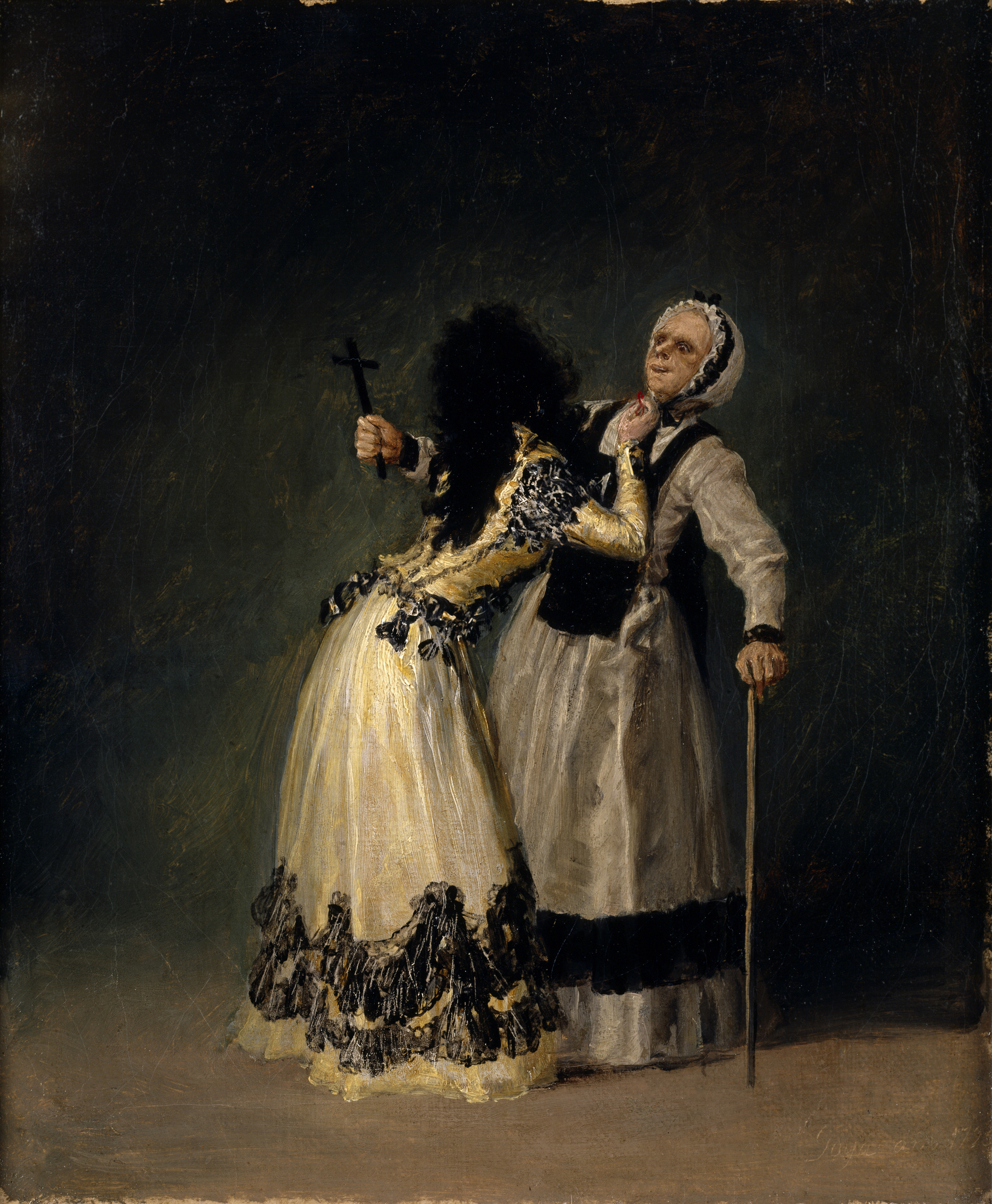
フランシスコ・デ・ゴヤ『アルバ女公爵とラ・ベアタ』1795年 プラド美術館所蔵
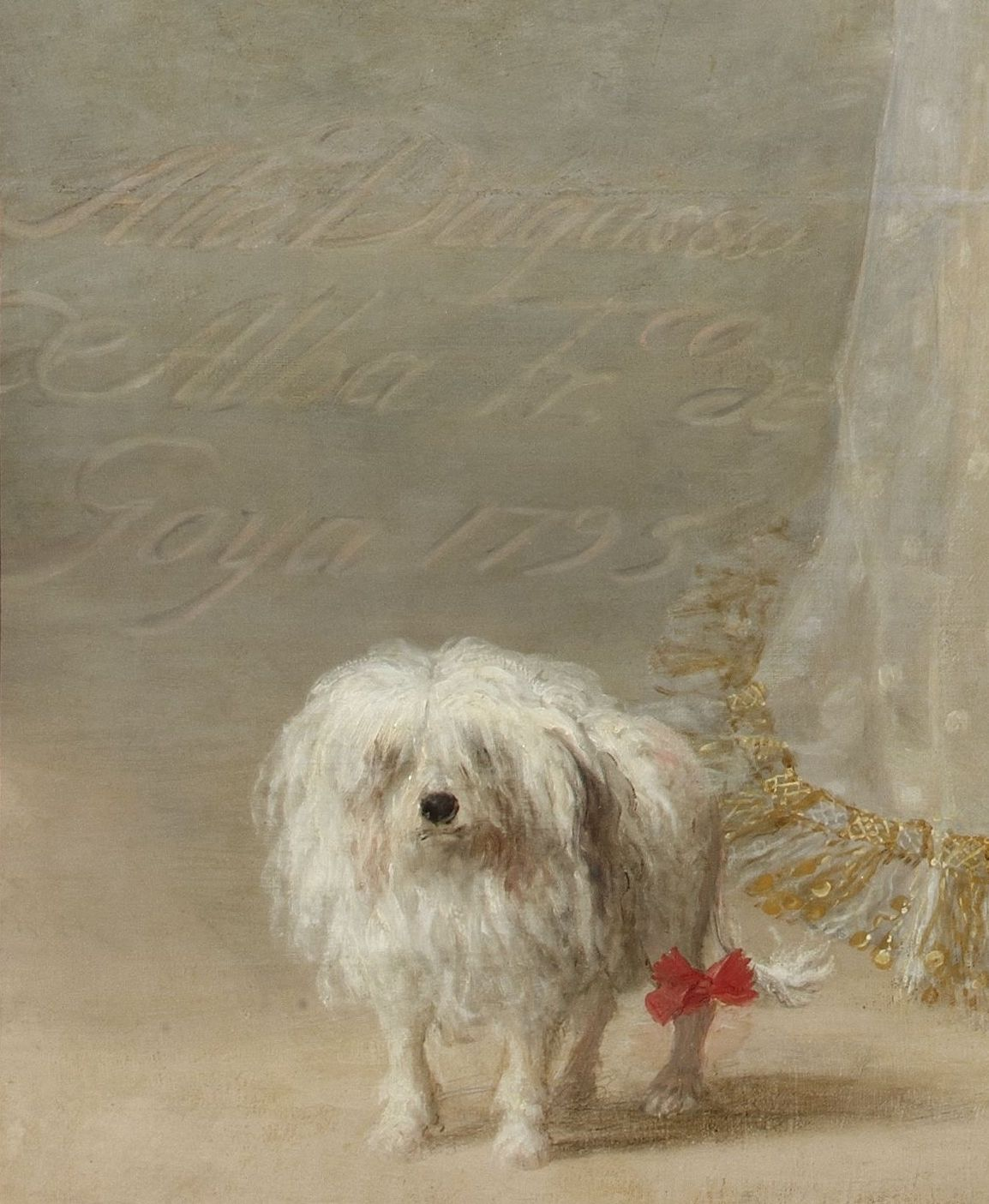
画面左下の砂上に刻まれた碑文とボロニーズ（ディテール）